# Sphaericus velhocabrali
Sphaericus velhocabrali là một loài bọ cánh cứng trong họ Ptinidae. Loài này được Israelson miêu tả khoa học năm 1984.